# 比尔·克里斯托
威廉·克里斯托（英語： 1952年12月23日—）美国新保守主义政治分析家、政治评论家，政治周刊《标准周刊》建立者和编辑，1989年至1993年曾担任副总统丹·奎尔的幕僚长，后参与阻止1993年克林顿医保计划，主张出兵伊拉克，反对特朗普。其父欧文·克里斯托是美国新保守主义重要人物。